# Peter Glavič
Peter Glavič, slovenski kemik, ekonomist in politik, * 3. julij 1940, Ljubljana.
Zaslužni profesor Univerze v Mariboru, doktor kemijskih znanosti in ekonomist. Kot prorektor za raziskovalno delo je prispeval k razvoju in uveljavitvi mariborske univerze v celoti. Dejavno se je vključeval v družbeno in politično življenje, med drugim kot poslanec in državni svetnik. Bil je dejaven v zvezi ekonomistov in kot član Inženirske akademije Slovenije. Odlikujeta ga svetovljanskost  in širina pogledov tako v strokovnem in znanstvenem, kot v družbenem in ekonomskem smislu. Skozi vsa leta je bil aktiven kot raziskovalec. Ukvarjal se je z optimizacijo kemijskih procesov, modeliranjem, zmanjševanjem porabe energije, vode in surovin v procesnih industrijah in z okoljskimi vidiki industrijske proizvodnje. Sodeloval je v projektih Evropske unije  in zveze NATO.

## Šolanje in delo
Rodil se je leta 1940 v Ljubljani. Gimnazijo je obiskoval v Ljubljani in kasneje diplomiral iz kemijske tehnologije na tedanji ljubljanski Fakulteti za kemijo in kemijsko tehnologijo. Preden je prišel na mariborsko univerzo je počel vrsto stvari. Na Inštitutu Jožefa Štefana v Ljubljani, ki se je takrat imenoval Nuklearni inštitut Jožef Štefan je ob delu študiral kemijo, ki je naravoslovna veda v primerjavi s kemijsko tehnologijo, ki je tehnična veda. Leta 1968 je doktoriral s temo o hidrazinijevem fluoridu. Na inštitutu je opravljal raziskave o brezvodnem hidrazinu in uranovih fluoridih v njem, pri tem pa je nastal kot stranski proizvod hidrazinijev fluorid (hidrazinijev ion N2H5+ in F- se vežeta in nastane enostavna sol). Izdelal je eksperimentalne naprave, s katerimi je produkt uspel izolirati iz snovi in določil njegove značilnosti, kar je bila tudi tema njegovega doktorata.
Zatem je dejal, da mora svoje znanje preizkusiti še v praksi. Odpravil se je na Štajersko, kjer je preživel velik del svojega življenja. Delati je začel v sladkogorski tovarni papirja Paloma, kjer je prvih 5 let preživel kot vodja laboratorija,  kasneje pa kot vodja proizvodnje. Takrat se mu je zdelo pomembno, da napravi še diplomo iz ekonomije, kar  mu je tudi uspelo. Zatem je izziv našel v Tovarni dušika Ruše, kjer je bil vodja službe za kontrolo kvalitete in izvajal raziskave na različnih produktih kot so gnojila, pesticidi, železove zlitine, plini. Z njegovo pomočjo so modernizirali laboratorij, ki je bil za tiste čase najbolj znan v Jugoslaviji. 

### Univerza v Mariboru
Glavič se je izpopolnjeval tudi v Združenih državah Amerike kot prejemnik Fulbrightove štipendije, s pomočjo katere se ameriški državljani izobražujejo v tujini, državljani drugih držav pa na univerzah v ZDA in v okviru projekta tam preživel skoraj 2 meseca. obiskal 10 najboljših fakultet s področja kemijske tehnologije z namenom, da zbere znanja in literaturo o njihovem študiju, ki je bil takrat priznan za najboljšega na svetu na tem področju. Na mariborski univerzi  je bil takrat program, ki je bil le bleda senca Ljubljane. Izobraževal in izpopolnjeval se je tudi na Japonskem, kjer je bil na posvetovanju na dveh znanih univerzah, kasneje tudi v Nemčiji, Švici in Avstriji.  Z vsem pridobljenim znanjem je tako pripravil predlog spremembe programa, ki je bil takrat sredi osemdesetih let na mariborski fakulteti tudi brez težav sprejet. Tako je uspešno postavil temelje za delovanje mariborske Fakultete za kemijo in kemijsko tehnologijo in jo skupaj s sodelavci postavil na raven mednarodne primerljivosti. Po  odzivu gospodarstva so v 2 letih postali najboljša fakulteta za to področje v Sloveniji. 
V času, ko je Glavič prišel na mariborsko univerzo, so na fakulteti začeli delati na področju zmanjševanju porabe energije, vode in surovin v procesnih industrijah kot so naftna, prehrambena in nekovinska industrija ter metalurgija. S pomočjo ostalih profesorjev uveljavi termodinamsko metodo, ki omogoča zmanjševanje porabe energije, tako da so kljub povečani proizvodnji uspeli zmanjšati porabo energije. Na Univerzi v Mariboru imajo Svet za trajnostni razvoj, ki je napravil sodoben program dela in verjamejo, da bodo v tem duhu vzgojili mlade, ki bodo imeli več posluha za ravnotežje z naravo, zmanjševanje porabe energije, večjo učinkovitost in obnovljive vire energije. Po njegovem mnenju je idealen študent oseba, ki želi pridobiti veliko znanja, je vsestransko aktivna in rada sodeluje z ostalimi. Na to temo je organiziral okoli 35 posvetovanj, med njimi tudi eno mednarodno s področja uporabe računalnikov v kemijski tehnologiji, kar vključuje procesno in sistemsko tehniko ter načrtovanje procesov. 
Glavič je bil vrsto let redni profesor. Predaval je predmet gradiva, ki je eden od temeljnih predmetov na večini tehniških fakultet. Večino predavanj in literature je povzel po znanem ameriškem profesorju Van Vlacku, od katerega je sprejel modern pristop, ki poleg predavanj vsebuje domače naloge, laboratorijske vaje, sprotne preizkuse znanja ter na koncu izpit. Predaval tudi predmet kemijska reakcijska tehnika. Na novo vpeljal predmet načrtovanje procesov, ki ga do takrat v Sloveniji ni bilo. Zanj je napisal učbenik ter navodila za vaje. Bil je vodja Laboratorija za procesno sistemsko tehniko in trajnostni razvoj. Je avtor številnih člankov s področja kemijske tehnologije, načrtovanja procesov, reakcijske tehnike in zbirk nalog:
- Kemijska reakcijska tehnika : zbirka nalog z navodili in rešitvami (2009);
- Navodila za pripravo diplomskega dela (2006);
- Modeliranje procesnih operacij : zbrano gradivo (1999);
- učbenik Mednarodni sistem merskih enot in znakov (1997).

Dolgo let je vodil Občinsko raziskovalno skupnost v Mariboru in tako pomagal tudi ostalim mariborskim fakultetam, da so vzpostavile in sprejele mednarodne standarde. Univerza v Mariboru je danes po neuradnih podatkih nekje na 800. mestu v svetovnem merilu, kar spada med prvih 5 % vseh univerz. Bil je tudi član Komisije za znanstvenoraziskovalne zadeve Univerze v Mariboru. Zaradi vsega vloženega truda, udejstvovanja, vestnega in predanega dela je prejel  častni naziv zaslužnega profesorja. Kljub temu, da je že upokojen, še vedno raziskuje in dela na podiplomskem študiju.

## Politično udejstvovanje
Po osamosvojitvi je bil dejaven v parlamentu in opozarjal na hude težave po njej ter da bo treba veliko žrtvovati za ohranitev močnih jeder podjetij. 